# Protocytheretta ambifaria
Protocytheretta ambifaria is een mosselkreeftjessoort uit de familie van de Cytherettidae. De wetenschappelijke naam van de soort is voor het eerst geldig gepubliceerd in 1971 door Krutak.